# Vivien Leigh

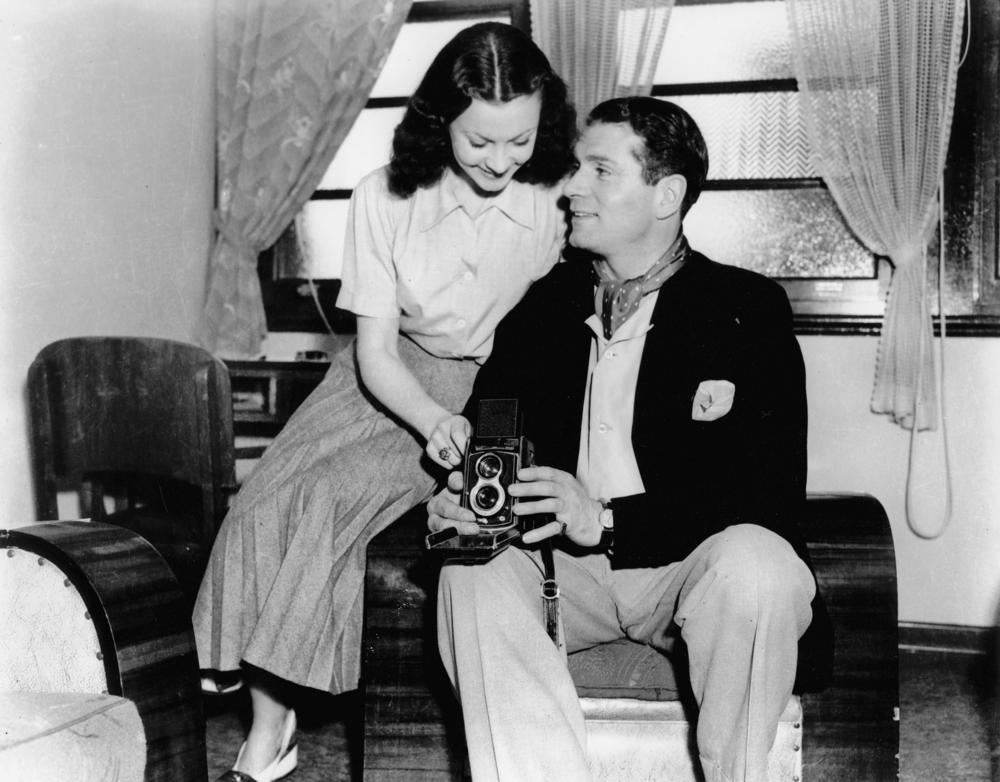
Vivien Leigh und Laurence Olivier während eines Urlaubs in Australien (1948)

Vivien Leigh ['vɪvɪ̯ən 'li:] (* 5. November 1913 in Darjeeling, Indien, als Vivian Mary Hartley; † 8. Juli 1967 in London) war eine britische Theater- und Filmschauspielerin. 
In einem Zeitraum von 30 Jahren trat sie in 20 Film- und Fernsehproduktionen auf. Berühmtheit erlangte sie mit der Rolle der Scarlett O’Hara in Vom Winde verweht (1939), die ihr den ersten Oscar einbrachte. Ebenfalls mit Preisen gekrönt wurden ihre Darstellungen der Blanche DuBois in der Theaterverfilmung Endstation Sehnsucht (1951) und der Tatiana im Broadway-Musical Tovarich (1963). 

## Leben

### Kindheit und Jugend
Vivien Leigh wurde 1913 als Tochter des Börsenmaklers Ernest Hartley und von Gertrude Yackjee in Britisch-Indien geboren, wo sie ihre ersten sechs Lebensjahre verbrachte. Ihre Eltern, die beide die Literatur liebten, machten sie mit den Werken Rudyard Kiplings, Hans Christian Andersens und Lewis Carrolls vertraut. 1920 verließ die Familie Indien und kehrten nach England zurück.
Dort besuchte Leigh die nächsten acht Jahre ein katholisches Internat, das Convent of the Sacred Heart, wo sie in der Theatergruppe sowie Cello im Schulorchester spielte und auch Ballett- und Klavierstunden nahm. 1928 verbrachte sie einige Monate in einem Konvent in Sanremo an der italienischen Riviera. Sie beendete ihre schulische Ausbildung in Frankreich und in den bayerischen Alpen.

### Beginn der Schauspielkarriere
Im Jahr 1932 lernte sie Herbert Leigh Holman kennen. Im Mai desselben Jahres begann sie ein Schauspielstudium an der Royal Academy of Dramatic Art in London. Am 20. Dezember 1932 heiratete sie Leigh Holman, am 10. Oktober 1933 kam ihre Tochter Suzanne zur Welt.
1934 arbeitete Vivian Leigh an ihrem ersten Film, Things Are Looking Up. Im September desselben Jahres sah sie erstmals Laurence Olivier auf der Bühne und begann, für ihn zu schwärmen. In den darauffolgenden Monaten spielte sie in einigen kleinen Filmen und Bühnenstücken. Ihr Mann Leigh Holman war von ihrer „Schwärmerei für die Schauspielerei“ nicht begeistert und hoffte, sie würde sich mehr ihrer Rolle als Ehefrau und Mutter widmen.
1935 hatte Leigh weitere Bühnenauftritte und spielte in kleineren Filmproduktionen. Der Produzent Alexander Korda sah sie in The Mask of Virtue und gab ihr einen Vertrag für zehn britische Filme. Sie hatte sechs davon abgedreht, als sie 1938 nach Hollywood ging. Während der Dreharbeiten zu Feuer über England lernte sie Laurence Olivier persönlich kennen, und sie wurden bald ein Paar. Im Juni 1938 verließ Leigh ihren Mann und zog mit Olivier in eine Wohnung in Chelsea. Ihre Tochter gab sie in die Obhut ihrer Mutter.

### Vom Winde verwehtund die Kriegsjahre
Während der Dreharbeiten zu 21 Days las Vivien Leigh den Roman Vom Winde verweht von Margaret Mitchell und war fasziniert:

“From the moment I read Gone With The Wind, I was fascinated by the lovely wayward, tempestuous Scarlett. I felt that I loved and understood her, almost as though I had known her in the flesh. When I heard that the book was to be filmed in Hollywood early in 1939 I longed to play the part.”

„Von dem Moment an, als ich Vom Winde verweht las, war ich von der schönen eigensinnigen, stürmischen Scarlett fasziniert. Ich fühlte, dass ich sie liebte und verstand, fast, als ob ich sie persönlich als reale Person gekannt hätte. Als ich hörte, dass das Buch Anfang 1939 in Hollywood verfilmt werden sollte, sehnte ich mich danach, die Rolle zu spielen.“

Als Olivier im Herbst 1938 nach Hollywood ging, begleitete sie ihn. In den USA war sie noch unbekannt, doch der Filmproduzent David O. Selznick wurde auf sie aufmerksam und verordnete ihr Sprechunterricht, um sich den für Vom Winde verweht erforderlichen Südstaatenakzent anzueignen. Daneben nahm sie Gesangs- und Ballettstunden, um ihre Stimme und Haltung zu verbessern. Das Drehbuch zu Vom Winde verweht wurde während der Dreharbeiten mehrmals umgeschrieben. Niemals zuvor hatte es in Hollywood eine Großproduktion gegeben, die solch enorme Anforderungen an den Produzenten, die drei Regisseure, die Schauspieler und die technische Crew stellte. Leigh und Olivier sahen sich zu dieser Zeit kaum. Im Sommer 1939 war der Film abgedreht, und im Dezember desselben Jahres machte die Premiere in Atlanta Vivian Leigh über Nacht berühmt. Vom Winde verweht gilt inflationsbereinigt bis heute als einer der kommerziell erfolgreichsten Filme aller Zeiten. 
Bei der Oscarverleihung 1940 am 29. Februar 1940 wurde Vom Winde verweht mit acht Oscars ausgezeichnet. Victor Fleming erhielt den Regieoscar und Vivien Leigh wurde für die Darstellung der Scarlett O’Hara mit ihrem ersten Oscar als beste Hauptdarstellerin ausgezeichnet.
Kurz vor Weihnachten 1939 hatten die Dreharbeiten zu dem Film Ihr erster Mann begonnen, in dem Leigh die weibliche Protagonistin Myra spielte. Die Entfremdung von ihrem Mann war mittlerweile so stark fortgeschritten, dass er der Scheidung zustimmte. Nachdem sowohl Leigh Holman, als auch Larrys Ehefrau, Jill Esmond, die Scheidungspapiere unterzeichnet hatten, heirateten Vivien Leigh und Laurence Olivier im Sommer 1940. Die Trauung fand am 31. August 1940 in Santa Barbara, Kalifornien statt, wobei Katharine Hepburn als ihre Trauzeugin auftrat.
Unter der Regie von Alexander Korda traten die beiden als Protagonisten des Historienfilms Lord Nelsons letzte Liebe auf. Anschließend reiste das Paar nach London, wo Leigh bis 1943 in dem Stück Der Arzt am Scheideweg von George Bernard Shaw auf der Bühne stand.
Im Zweiten Weltkrieg nutzte Leigh ihre Bekanntheit, um für Unterstützung für die britischen Truppen zu werben. Im Dezember 1940 war sie auf dem Cover des amerikanischen Magazins Look abgebildet; strickend und mit einem Bundles for Britain-Schriftzug. Außerdem beteiligte sie sich an Aktionen wie Teeküchen für die britischen Soldaten, taufte eine Boeing B-17
und verbrachte dem Sommer 1943 im kolionalisierten Nordafrika, um für britische und amerikanische Truppen aufzutreten, die in der Operation Torch den Deutschen Afrikakorps eingesetzt waren.

### Zurück in England: Endstation Sehnsucht
Olivier und Leigh hatten vor, zunächst in England zu bleiben. Während er an seiner Shakespeare-Verfilmung Heinrich V. arbeitete, unterschrieb sie einen Vertrag für Caesar und Cleopatra, eine Verfilmung von Shaws gleichnamigem Bühnenstück. Während der Dreharbeiten stürzte Leigh schwer, erlitt Panikattacken und war psychisch angeschlagen. Nach Beendigung des Films begab sie sich für mehrere Monate in ein Sanatorium, in der Hoffnung, die bei ihr festgestellte Tuberkulose vollständig auszuheilen. Bald danach spielte sie am Theater die Hauptrolle in Wir sind noch einmal davongekommen von Thornton Wilder. Das Stück wurde fast zwei Jahre lang (1945/1946) aufgeführt, wobei Leigh wiederholt krankheitsbedingte Auszeiten benötigte.

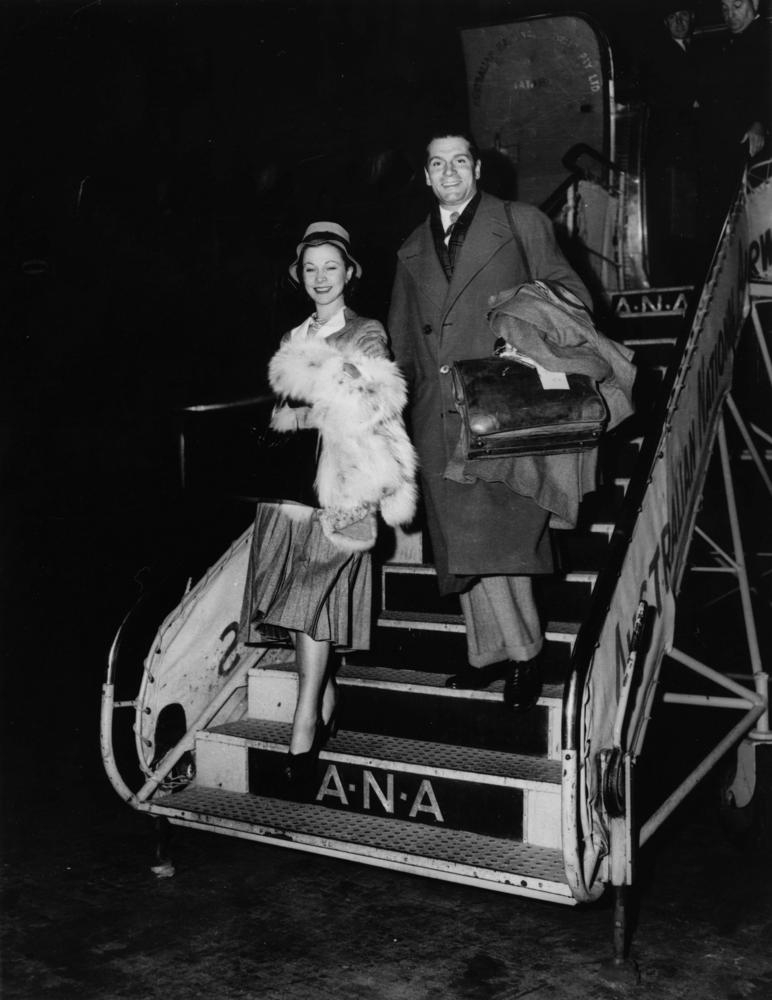
Leigh und Olivier in Brisbane, Australien (1948)

Im Jahr 1947 begann Leigh die Dreharbeiten der Tolstoi-Verfilmung Anna Karenina. Sie war zu dieser Zeit in psychiatrischer Behandlung, begeisterte sich aber für die Rolle der Anna. In den Jahren 1948 und 1949 stand sie mit Olivier auf der Bühne. Gemeinsam unternahmen sie eine Welttournee, die sie bis nach Australien führte. Ihre Beziehung litt jedoch unter Leighs psychischen Problemen; hinzu kamen ihr erhöhter Alkoholkonsum und Oliviers Liebesaffären.
Im Herbst 1949 stand Leigh in England in dem Stück Endstation Sehnsucht von Tennessee Williams auf der Bühne. Im darauffolgenden Jahr spielte sie die Rolle der Blanche auch in der gleichnamigen Hollywood-Verfilmung an der Seite von Marlon Brando. Der Regisseur Elia Kazan hätte lieber seine Broadway-Besetzung der Blanche, Jessica Tandy in der Rolle gesehen, die Produzenten bevorzugten jedoch Leigh, die mehr Erfolg an der Kinokasse versprach. Während auch Brando 1952 für den Ocar als Bester Hauptdarsteller nominiert war, erhielt Leigh 1952 ihren zweiten Oscar als beste Hauptdarstellerin.

### Krankheit und Trennung von Olivier
Ab 1950 stand Leigh wieder vermehrt auf der Bühne, war jedoch häufig krank und erlitt mehrere Nervenzusammenbrüche. Auf Laurence Oliviers Drängen hin begab sie sich in psychiatrische Behandlung in Form einer Elektrokonvulsionstherapie, da sie aufgrund ihres Gesundheitszustands häufig Dreharbeiten unterbrechen musste. Da sich zusätzlich Probleme mit dem Gedächtnis bei ihr einstellten trat sie nun auch nicht mehr regelmäßig am Theater auf.
Im Jahr 1956 wurde die inzwischen 43-jährige Leigh schwanger, doch verlor sie das Kind, was sie erneut schwer destabilisierte. Sie unterzog sich weiteren Elektrokonvulsionstherapien, die jedoch schwere Migräneattacken auslösten, was ihren Zustand nicht verbesserte. Die Beziehung zu Olivier verschlechterte sich bis hin zu gewalttätigen Auseinandersetzungen. 1957 begann sie eine Liebesaffäre mit dem Schauspieler Peter Finch.
1958 stand Leigh wieder auf der Bühne. 1960 bat Olivier Leigh um die Scheidung, da er die Schauspielerin Joan Plowright heiraten wollte. In den Jahren 1960/1961 verfiel Leigh in immer tiefere Depressionen und unterzog sich mehreren Elektroschockbehandlungen. Sie lebte nun mit dem Bühnenschauspieler John Merivale zusammen und begann mit den Dreharbeiten zu Der römische Frühling der Mrs. Stone. Für ihre Darstellung in dem Film erhielt sie gute Kritiken und entschied, dass sie wieder verstärkt am Theater auftreten wollte.
1963 spielte sie in dem Musical Tovarich, für das sie mit einem Tony Award geehrt wurde. Die Auftritte erwiesen sich jedoch als so anstrengend, dass sie sich erneut in eine psychiatrische Klinik begab. Fortan wurde sie ständig von einer Krankenschwester betreut.

### Letzte Jahre und Tod

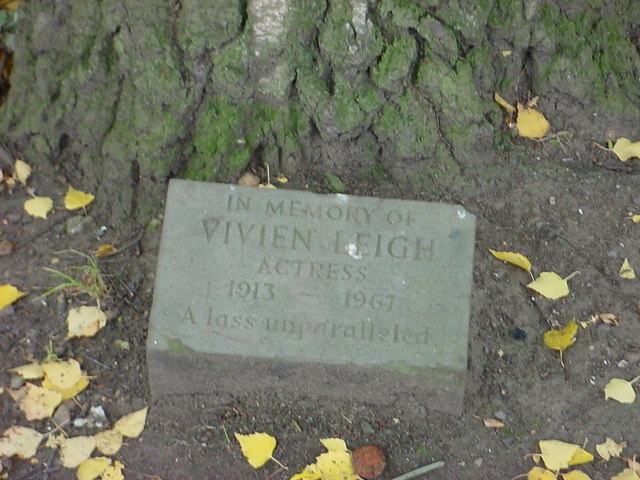
Gedenkstein des Swan Theatre in Stratford-upon-Avon

Im Jahr 1964 hatte Vivien Leigh sich gesundheitlich stabilisiert und reiste nach Hollywood, um Das Narrenschiff zu drehen. Die Dreharbeiten mussten mehrmals unterbrochen werden, da sie sich wieder Schockbehandlungen unterzog. Auch hatte sie Mühe, die Tanzszenen im Film durchzustehen.
Im Jahr darauf tourte sie mit dem Stück Iwanow von Anton Tschechow durch England und die Vereinigten Staaten. Erschöpft suchte sie danach Sanatorien in Frankreich und Griechenland auf. Im Mai 1967 erkrankte sie schwer. Am 8. Juli 1967 fand ihr Lebensgefährte John Merivale sie kurz nach Mitternacht tot auf dem Boden ihres Schlafzimmers vor. Vivien Leigh wurde 53 Jahre alt. Die Todesursache war offenbar ihre nie vollständig ausgeheilte Tuberkulose. Nach der Einäscherung im Golders Green Crematorium wurde ihre Asche auf dem Teich ihres letzten Wohnsitzes, Tickerage Mill in der Nähe von Blackboys in Sussex, verstreut.
In der US-amerikanischen Fernsehserie Hollywood (2020) über Homophobie, Rassismus und Sexismus der Traumfabrik in den 1940er Jahren wurde Leigh in einer Nebenrolle von der Darstellerin Katie McGuinness verkörpert.

## Filmografie
- 1935: The Village Squire
- 1935: Gentleman’s Agreement
- 1935: Look Up and Laugh
- 1935: Things Are Looking Up
- 1937: Feuer über England (Fire Over England)
- 1937: Dunkle Geschäfte (Dark Journey)
- 1937: Sturm im Wasserglas (Storm in a Teacup)
- 1938: Der Lausbub aus Amerika (A Yank at Oxford)
- 1938: St. Martin’s Lane
- 1939: Vom Winde verweht (Gone with the Wind)
- 1940: 21 Days
- 1940: Ihr erster Mann (Waterloo Bridge)
- 1941: Lord Nelsons letzte Liebe (That Hamilton Woman)
- 1945: Caesar und Cleopatra (Caesar and Cleopatra)
- 1948: Anna Karenina
- 1951: Endstation Sehnsucht (A Streetcar Named Desire)
- 1955: Lockende Tiefe (The Deep Blue Sea)
- 1961: Der römische Frühling der Mrs. Stone (The Roman Spring of Mrs. Stone)
- 1965: Das Narrenschiff (Ship of Fools)

## Theaterauftritte (Auswahl)
Broadway
- 1940: Romeo und Julia (Romeo and Julia) von William Shakespeare – Rolle: Julia, Regie: Laurence Olivier, 51st Street Theatre
- 1951–1952: Cäsar und Cleopatra (Caesar and Cleopatra) von George Bernard Shaw – Rolle: Cleopatra, Regie: Michael Benthall, Ziegfeld Theatre
- 1951–1952: Antonius und Cleopatra (Antony and Cleopatra) von William Shakespeare – Rolle: Cleopatra, Regie: Michael Benthall, Ziegfeld Theatre
- 1960: Pour Lucrèce von Jean Giraudoux – Rolle: Paola, Regie: Robert Helpmann, Helen Hayes Theatre
- 1963: Tovarich von Lee Pockriss (Musik) und Anne Croswell (Liedtext) – Rolle: Tatiana, Regie: Peter Glenville, Broadway Theatre, Majestic Theatre, Winter Garden Theatre
- 1966: Iwanow (Иванов) von Anton Tschechow – Rolle: Anna Petrovna, Regie: John Gielgud, Shubert Theatre

## Auszeichnungen
- 1939: New York Film Critics Circle Award in der Kategorie Beste Hauptdarstellerin für Vom Winde verweht
- 1940: Oscar in der Kategorie Beste Hauptdarstellerin für Vom Winde verweht
- 1940: National Board of Review Award für Vom Winde verweht und Ihr erster Mann
- 1951: Darstellerpreis der Internationalen Filmfestspiele von Venedig für Endstation Sehnsucht
- 1951: New York Film Critics Circle Award in der Kategorie Beste Hauptdarstellerin für Endstation Sehnsucht
- 1951: Nominierung für den Golden Globe in der Kategorie Beste Hauptdarstellerin – Drama für Endstation Sehnsucht
- 1952: Oscar in der Kategorie Beste Hauptdarstellerin für Endstation Sehnsucht
- 1953: British Film Academy Award in der Kategorie Beste britische Darstellerin für Endstation Sehnsucht
- 1957: Sant-Jordi-Preis für Endstation Sehnsucht
- 1960: Stern auf dem Hollywood Walk of Fame (6773 Hollywood Blvd.)
- 1963: Tony Award in der Kategorie Beste Hauptdarstellerin in einem Musical für Tovarich

## Filmdokumentationen
- Vivien Leigh: Scarlett & Beyond. TV-Dokumentation von Gene Feldman und Suzette Winter, USA 1990, 46 Minuten.
- Vivien Leigh – Die Frau hinter Scarlett (Originaltitel: Vivien Leigh, autant en emporte le vent). TV-Dokumentation von Arte, Frankreich 2019, Regie: Priscilla Pizzato, 52 Minuten.